# Władysław Stefanowicz
Władysław Stefanowicz (né le 3 juin à Raczkuny en Pologne) est un pilote de char à glace polonais.

## Palmarès

### Championnats du monde
- Médaille d'or en 1990 à Årsunda,  Suède

### Championnats d'Europe
- Médaille d'or en 1987 à Kungsbacka,  Suède
- Médaille d'argent en 1990 à Årsunda,  Suède
- Médaille de bronze en 1992 à Årsunda,  Suède